# Mwenge
Mwenge ist ein Stadtteil (Kata), welcher sich im Stadtbeziek (Wilaya) Kinondoni in Daressalam in Tansania befindet.

## Lage
Der Stadtteil befindet sich im Norden der Stadt Dar es Salaam.
Mwenge grenzt an die Stadtteile Mlimani, Kawe, Mawasilano und Sinza.

## Verkehrsanbindung
Mwenge ist an das Daladala-Netz angeschlossen.
Eine Erweiterung des Mwendokasi-Netzes ab Morocco Terminal bzw. Ubungo kommend in Richtung Kawe/ Mbezi Beach ist derzeit in Bau.
Mwenge liegt an der New Bagamoyo Road und der Coca-Cola Road

## Infrastrktur
In Mwenge befindet sich der traditionelle Handwerksmarkt, die Mwenge Social Hall sowie zahlreiche andere Eventhallen.
Der Golfpltz an der Lugalo-Kaserne sowie die Mlimani City und die University of Dar es Salaam (UDSM) grenzen zudem an Mwenge an.